# Långnosad kängururåtta
Långnosad kängururåtta (Potorous tridactylus) är ett pungdjur som hör till familjen råttkänguruer.

## Kännetecken
Kroppslängden (huvud och bål) varierar mellan 26 och 41 centimeter. Svanslängden är mellan 19 och 26 centimeter. Vikten varierar mellan 0,7 och 1,65 kilogram. Pälsfärgen på ovansidan är grå till brun och undersidan är oftast ljusare. Svansen har ibland en vit spets och kan i viss mån användas som gripverktyg. Djuret har kraftiga främre extremiteter med klor för att gräva i marken.

## Utbredning
Finns i fuktiga eller torra skogar och gräsmarker nära kusten i östra och sydöstra Australien samt på Tasmanien.

## Levnadssätt
Den äter gräs, örter, svampar och rötter men kan också ta insektslarver. Individerna är vanligen aktiva mellan skymningen och gryningen men kan vara ute på dagen under vintern eller under molniga dagar. De vilar gömd under täta vegetationsansamlingar.

## Fortplantning
Könsmognaden kommer vid 1 års ålder. Parningstiden är hela året runt men de flesta ungar föds under våren eller sommaren. Dräktigheten varar i 38 dagar vad som är den längsta dräktighetstiden för ett pungdjur. Sedan vistas ungdjuret cirka fyra månader i pungen (marsupium). Honan föder bara en unge i tagen.
Livslängden i naturen är cirka 5 år och sällan 7 år.

## Hot
Arten hotas i vissa områden av introducerade fiender som rävar eller tamkatter samt av svedjebruk. Beståndet minskar men IUCN listar den långnosade kängururåttan fortfarande som livskraftig (LC).